# Omaloplia irideomicans
Omaloplia irideomicans är en skalbaggsart som beskrevs av Leon Fairmaire 1884. Omaloplia irideomicans ingår i släktet Omaloplia och familjen Melolonthidae. Inga underarter finns listade i Catalogue of Life.